# Scatopsciara subcalamophila
Scatopsciara subcalamophila är en tvåvingeart som beskrevs av Menzel och Werner Mohrig 1991. Scatopsciara subcalamophila ingår i släktet Scatopsciara och familjen sorgmyggor. Arten är reproducerande i Sverige. Inga underarter finns listade i Catalogue of Life.